# Ротума

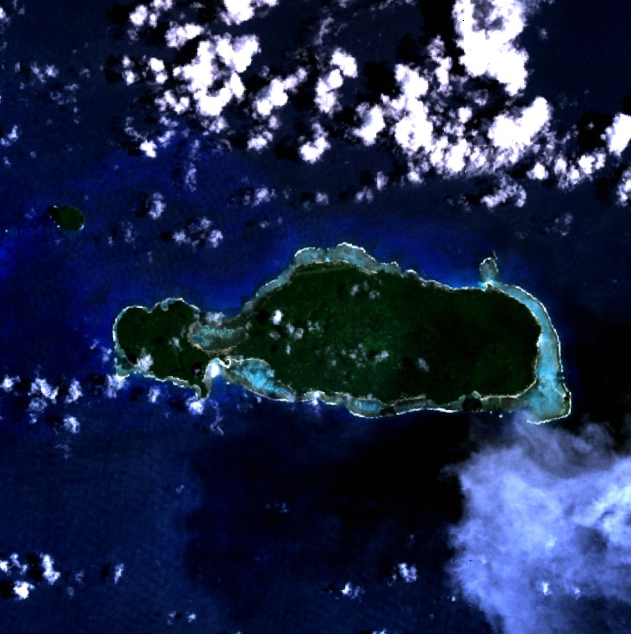
Снимок из космоса

Роту́ма (фидж. Rotuma) — остров вулканического происхождения в Тихом океане, входящий в состав государства Фиджи.

## География
На гористом и богатом осадками острове площадью 43 км² (включая близлежащие островки — 47 км²) растут пальмы и другая густая растительность. Остров опоясывает барьерный риф, глубина лагуны 50 м. Насчитывается около 20 кратеров.

## История
Ротума была открыта в 1791 году британским кораблём. 
В 1880 году остров был включён в состав британской колонии Фиджи. 
10 октября 1970 года Фиджи была предоставлена независимость в составе Британского Содружества наций (остров Ротума остался в составе Фиджи). 25 сентября 1987 года в стране произошёл военный переворот, после которого в октябре 1987 года было объявлено о выходе Фиджи из возглавляемого Великобританией Содружества наций (заявление Фиджи было официально принято на конференции Содружества в Ванкувере и после отмены конституции 1970 года Фиджи вышла из Содружества 7 октября 1987 года). Остров Ротума остался в составе Республики Фиджи.
В 1996 году здесь проводил археологические исследования Тэгн Ладефоджед.

## Население
Численность населения составляет около 2000 человек. Оно относится к народу ротума.
Административным центром острова является город Ахау, однако наибольший город и порт — Мотуса.

Флаг сепаратистов острова Ротума

## Политика
В парламенте Фиджи у Ротумы есть по одному месту в двух палатах, а управлением острова занимается министерство дел Ротумы.

## Экономика
Главным продуктом сельскохозяйственного производства является копра.